# Inter Playa del Carmen

Vereinslogo

Inter Playa del Carmen ist ein Fußballverein aus der Stadt Playa del Carmen im mexikanischen Bundesstaat Quintana Roo. Heimspielstätte ist die Unidad Deportiva Mario Villanueva Madrid.

## Geschichte
Der 1999 gegründete Verein spielte zunächst in der viertklassigen Tercera División. Durch den Gewinn der Meisterschaft in der Clausura 2003 gelang der Aufstieg in die drittklassige Segunda División, in der Inter seither vertreten ist. 
Die beiden erfolgreichsten Spielzeiten waren die Clausura 2006 und die Apertura 2011, in denen Inter jeweils die Halbfinalspiele erreichen konnte. 

## Erfolge
- Meister der Tercera División: Clausura 2003